# Lingulatus
Genre
Lingulatus est un genre d'araignées aranéomorphes de la famille des Phrurolithidae.

## Distribution
Les espèces de ce genre se rencontrent en Chine, au Viêt Nam et au Laos.

## Liste des espèces
Selon World Spider Catalog (version 24, 03/02/2023) :
- Lingulatus brevis Mu & Zhang, 2022
- Lingulatus chaijin Lin & Li, 2023
- Lingulatus christae (Jäger & Wunderlich, 2012)
- Lingulatus dongping Lin & Li, 2023
- Lingulatus liying Lin & Li, 2023
- Lingulatus longfeiae Lin & Li, 2023
- Lingulatus longulus Mu & Zhang, 2022
- Lingulatus luzhishen Lin & Li, 2023
- Lingulatus pingbian Mu & Zhang, 2022
- Lingulatus zhangqing Lin & Li, 2023
- Lingulatus zhutong Lin & Li, 2023

## Systématique et taxinomie
Ce genre a été décrit par Mu et Zhang en 2022 dans les Phrurolithidae.

## Publication originale
- Mu & Zhang, 2022 : « Lingulatus gen. nov., a new genus with description of three new species and one new combination (Araneae: Phrurolithidae). » Zootaxa, no 5178(3), p. 265-277.